# Bretigney
Bretigney est une commune française située dans le département du Doubs, la région culturelle et historique de Franche-Comté et la région administrative Bourgogne-Franche-Comté.

## Photos

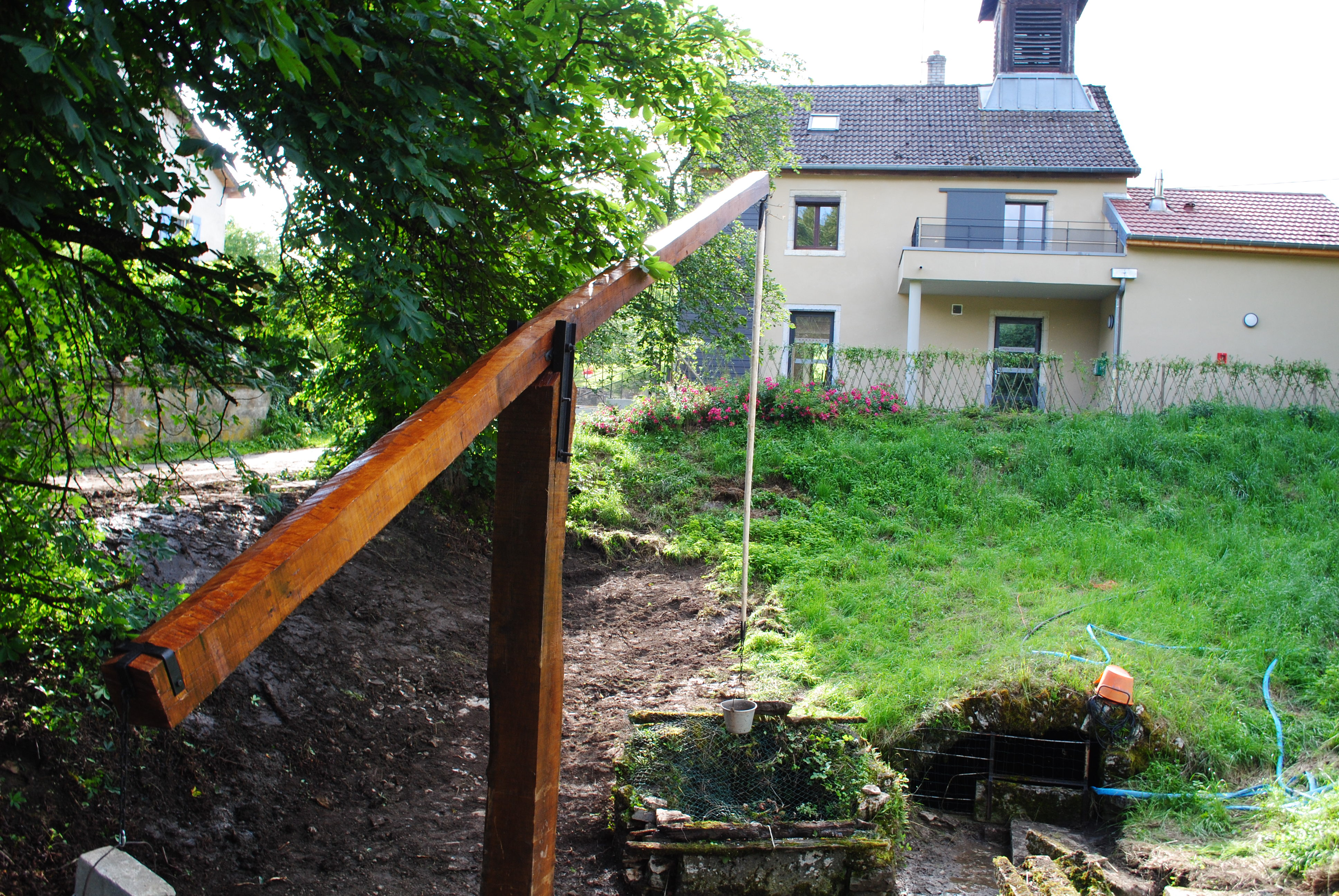
Puits à balancier
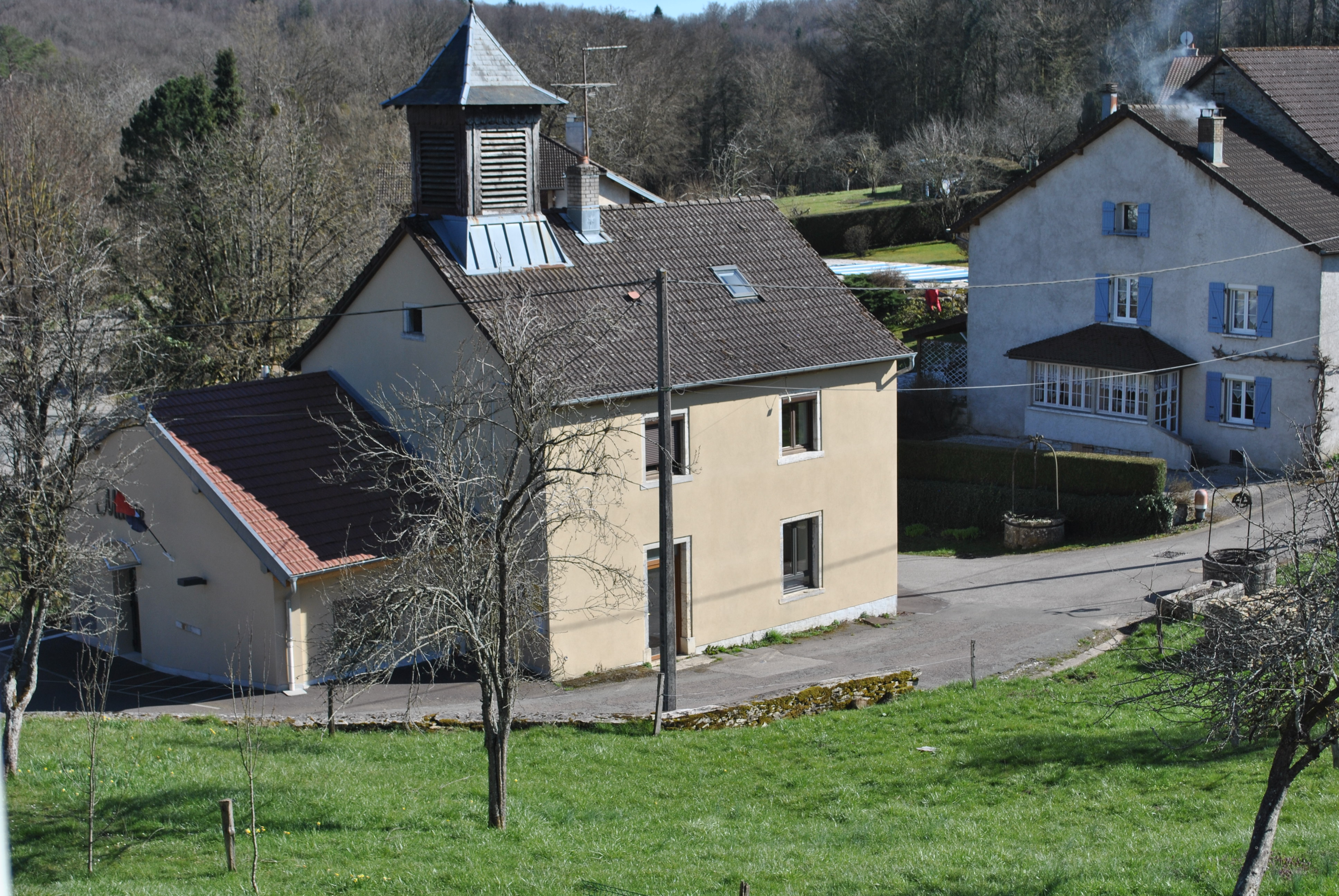
Mairie de Bretigney, Vue du dessus

### Climat
Pour des articles plus généraux, voir Climat de la Bourgogne-Franche-Comté et Climat du Doubs.
En 2010, le climat de la commune est de type climat de montagne, selon une étude du Centre national de la recherche scientifique s'appuyant sur une série de données couvrant la période 1971-2000. En 2020, Météo-France publie une typologie des climats de la France métropolitaine dans laquelle la commune est exposée à un climat semi-continental et est dans la région climatique  Jura, caractérisée par une forte pluviométrie en toutes saisons (1 000 à 1 500 mm/an), des hivers rigoureux et un ensoleillement médiocre. 
Pour la période 1971-2000, la température annuelle moyenne est de 9,6 °C, avec une amplitude thermique annuelle de 17,3 °C. Le cumul annuel moyen de précipitations est de 1 200 mm, avec 12,9 jours de précipitations en janvier et 10,5 jours en juillet. Pour la période 1991-2020, la température moyenne annuelle observée sur la station météorologique de Météo-France la plus proche, « Medière », sur la commune de Médière à 4 km à vol d'oiseau, est de 11,5 °C et le cumul annuel moyen de précipitations est de 1 105,2 mm. 
La température maximale relevée sur cette station est de 40,2 °C, atteinte le 24 juillet 2019 ; la température minimale est de −17 °C, atteinte le 5 février 2012,,. 
Les paramètres climatiques de la commune ont été estimés pour le milieu du siècle (2041-2070) selon différents scénarios d'émission de gaz à effet de serre à partir des nouvelles projections climatiques de référence DRIAS-2020. Ils sont consultables sur un site dédié publié par Météo-France en novembre 2022.

## Urbanisme

### Typologie
Au 1er janvier 2024, Bretigney est catégorisée commune rurale à habitat dispersé, selon la nouvelle grille communale de densité à 7 niveaux définie par l'Insee en 2022.
Elle est située hors unité urbaine. Par ailleurs la commune fait partie de l'aire d'attraction de Montbéliard, dont elle est une commune de la couronne,. Cette aire, qui regroupe 137 communes, est catégorisée dans les aires de 50 000 à moins de 200 000 habitants,.

### Occupation des sols
L'occupation des sols de la commune, telle qu'elle ressort de la base de données européenne d’occupation biophysique des sols Corine Land Cover (CLC), est marquée par l'importance des territoires agricoles (54,9 % en 2018), en diminution par rapport à 1990 (57,3 %). La répartition détaillée en 2018 est la suivante : 
zones agricoles hétérogènes (46,2 %), forêts (45,1 %), prairies (8,7 %). L'évolution de l’occupation des sols de la commune et de ses infrastructures peut être observée sur les différentes représentations cartographiques du territoire : la carte de Cassini (XVIIIe siècle), la carte d'état-major (1820-1866) et les cartes ou photos aériennes de l'IGN pour la période actuelle (1950 à aujourd'hui).

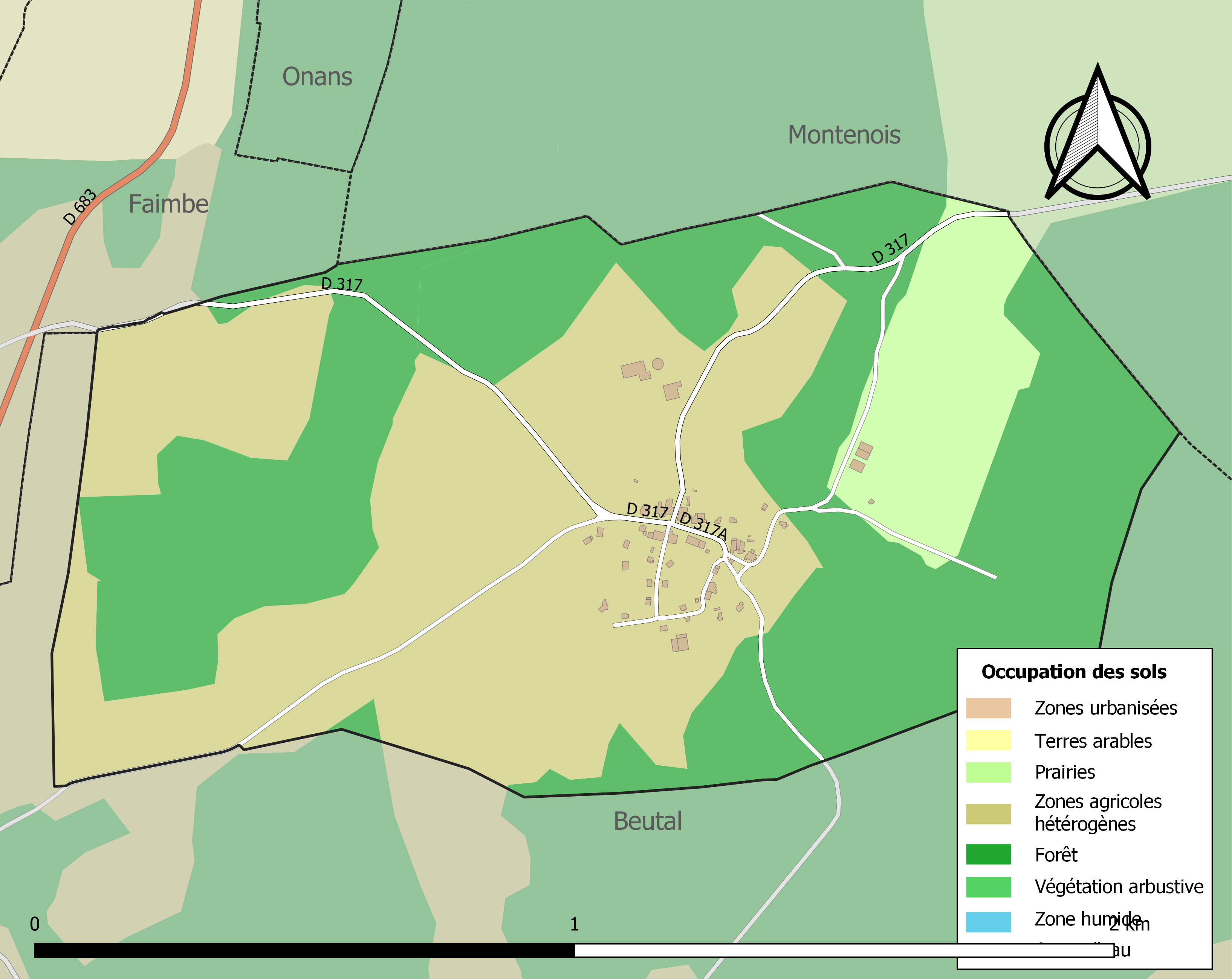
Carte des infrastructures et de l'occupation des sols de la commune en 2018 (CLC).

## Toponymie
Breteigney en 1293 ; Bretigney en 1318, 1680.
En patois : Bretignaï.

## Histoire
À l'origine, c'est un hameau propriété des seigneurs de Granges et du Châtelot. Il est cité pour la première fois dans le traité d'échange de 1293 que fait Pierre de Montbéliard, chevalier et ministériel au service du comte de Montbéliard, avec Renaud de Bourgogne . Une famille noble existe dans le village comme l'atteste l'expédition partie au secours du jeune duc Philippe Ier de Bourgogne dans les guerres contre les Anglais où il est dit que « Jean de Bretigney, Jean de Mandeure, Renaud et Simon de Granges » sont du nombre des cinquante gentilshommes qui suivirent la bannière d'Étienne de Montbéliard. Les années qui suivent sont difficiles pour la petite communauté qui comme d'autres subit les exactions des Grandes compagnies de mercenaires. Ainsi en 1409, un dénombrement de la seigneurie de Granges précise que plusieurs « meix » (habitation d’un cultivateur, jointe à autant de terre qu’il en faut pour l'occuper et le nourrir) sont abandonnés. La situation ne s'est toujours pas améliorée un siècle et demi plus tard ; en 1544, Ulrich VI de Wurtemberg, comte de Montbéliard, précise, lors un dénombrement remis à Charles Quint alors comte de Bourgogne, qu'il « avoit près de Montenois certaine terre, finaige (finage), possession et seigneurie, appelée Bretigney, laquelle ... à présent est à meix vaquans par deftaut de desservans ». Il faut attendre 1671, le 13 décembre, à la faveur de l'acte d'inféodation de la terre de Bretigney à Jean-Martin de Seubert de la part de George II de Wurtemberg, comte de Montbéliard, en remerciement des services qu'il avait rendu comme agent diplomatique, pour voir le renouveau de ce village. Jean-Martin de Seubert, écuyer originaire de Durlach en Allemagne, rassemblent autour de lui neuf familles de colons suisses et allemands et entreprend de relever des ruines sa nouvelles terre de Bretigny. Le 1er septembre 1680 la communauté se réunit pour la première fois afin de recevoir ses actes de franchises, vingt ans plus tard elle compte 66 habitants puis 106 en 1787. Après le décès de Seubert, qui n'avait pas d'héritier, le fief et celui de Beutal qu'il possédait aussi, revenaient  à la maison de Montbéliard. En 1702, il est confié au conseiller et trésorier général Jean-Georges Rossel, d'une famille originaire de Porrentruy, avant de passer entre les mains des comtes de Sandersleben-Coligny descendant de Léopold-Eberhard de Wurtemberg

## Héraldique
| Blason de Bretigney | Blason  | D'or au lion mariné de gueules, couronné, armé, lorré et lampassé d'argent. |
| Blason de Bretigney | Détails | Le statut officiel du blason reste à déterminer.                            |

## Politique et administration
| Période                                  | Période                     | Identité                                          | Étiquette | Qualité         |
| ---------------------------------------- | --------------------------- | ------------------------------------------------- | --------- | --------------- |
| 1995                                     | mars 2008                   | Daniel Dysli                                      |           |                 |
| mars 2008                                | En cours (au 1er juin 2020) | Christine Boschi, Réélue pour le mandat 2020-2026 | SE-DVG    | Agent technique |
| Les données manquantes sont à compléter. |                             |                                                   |           |                 |

## Démographie
L'évolution du nombre d'habitants est connue à travers les recensements de la population effectués dans la commune depuis 1793. Pour les communes de moins de 10 000 habitants, une enquête de recensement portant sur toute la population est réalisée tous les cinq ans, les populations de référence des années intermédiaires étant quant à elles estimées par interpolation ou extrapolation. Pour la commune, le premier recensement exhaustif entrant dans le cadre du nouveau dispositif a été réalisé en 2004.

En 2022, la commune comptait 76 habitants, en évolution de +7,04 % par rapport à 2016 (Doubs : +1,88 %, France hors Mayotte : +2,11 %).
| 1793 | 1800 | 1806 | 1821 | 1831 | 1836 | 1841 | 1846 | 1851 |
| ---- | ---- | ---- | ---- | ---- | ---- | ---- | ---- | ---- |
| 87   | 114  | 106  | 139  | 133  | 134  | 125  | 128  | 99   |

| 1856 | 1861 | 1866 | 1872 | 1876 | 1881 | 1886 | 1891 | 1896 |
| ---- | ---- | ---- | ---- | ---- | ---- | ---- | ---- | ---- |
| 94   | 86   | 86   | 77   | 75   | 76   | 68   | 65   | 50   |

| 1901 | 1906 | 1911 | 1921 | 1926 | 1931 | 1936 | 1946 | 1954 |
| ---- | ---- | ---- | ---- | ---- | ---- | ---- | ---- | ---- |
| 43   | 49   | 47   | 41   | 45   | 50   | 38   | 23   | 50   |

| 1962 | 1968 | 1975 | 1982 | 1990 | 1999 | 2004 | 2006 | 2009 |
| ---- | ---- | ---- | ---- | ---- | ---- | ---- | ---- | ---- |
| 43   | 45   | 44   | 40   | 58   | 68   | 75   | 74   | 81   |

| 2014 | 2019 | 2022 | - | - | - | - | - | - |
| ---- | ---- | ---- | - | - | - | - | - | - |
| 75   | 76   | 76   | - | - | - | - | - | - |